# Mest (album)
Mest pubblicato nel giugno 2003,dalla Maverick Records, è il terzo album della band Pop punk Mest.

## Tracce
1. "Until I Met You" (Lovato/Madden) – 3:02
2. "Rooftops" (Lovato) – 3:54
3. "Jaded (These Years)" performed by Mest / Benji Madden (Lovato/Madden/Feldmann) – 3:11
4. "Night Alone" (Rangel) – 3:29
5. "Burning Bridges" (Lovato) – 3:30
6. "Walking on Broken Glass" (Feldmann/Lovato) – 3:35
7. "Your Promise" (Feldmann/Rangel) – 3:15
8. "2000 Miles" (Lovato) – 2:48
9. "Shell of Myself" (Rangel) – 3:47
10. "Lost, Broken, Confused" (Lovato) – 2:51
11. "Chance of a Lifetime" (Feldmann/Lovato) – 3:10
12. "Return to Self-Loathing" (Feldmann/Rangel) – 3:55
13. "Paradise (122nd and Highland)" (Feldmann/Lovato) – 8:32

## Formazione

### Gruppo
- Matt Lovato - basso
- Nick Gigler - batteria
- Jeremiah Rangel - voce, chitarra
- John Feldmann - voce (tracce: 1, 2, 9)
- Tony Lovato - voce, chitarra

### Musicisti
- David Low - violoncello
- David Speltz - violoncello
- Dennis Karmazyn - violoncello
- Steve Erdody - violoncello
- Anatoly Rosinsky - violino
- Clayton Haslop - violino
- Rafael Rishik - violino